# Yura Min
Yura Min, hangul 민유라, hanja 閔釉羅, född den 15 augusti 1995 i Torrance i Kalifornien i USA, är en sydkoreansk konståkare inom isdans. Min tävlar med den amerikanskfödde sydkoreanske konståkaren Daniel Eaton. Tillsammans med tidigare partnern i konståkning, Alexander Gamelin, är hon sydkoreansk mästare i isdans 2016–2017 och 2017–2018. Paret deltog också vid Olympiska vinterspelen 2018 i Pyeongchang, Sydkorea.
Yura Min har dubbelt medborgarskap som amerikansk och sydkoreansk medborgare.

## Tävlingskarriär
Yura Min lärde sig åka skridskor 2001, sex år gammal. 2012 började hon tävla i par med Igor Ogay på juniornivå. De erövrade silver vid kvalificeringen för Stilla havs-sektionen och kvalificerade sig därmed till Amerikanska mästerskapet i konståkning 2013. Där slutade paret på en elfte plats i det som kom att bli deras sista tävling tillsammans.
Yura Min började i april 2013 åka tillsammans med Timothy Koleto. De representerade Sydkorea i Mästerskapet för fyra kontinenter 2014 och slutade på en tionde plats. Tävlingen för fyra kontinenter gäller Nordamerika, Afrika, Asien och Oceanien. De tävlade samma år också i ISU Challenger Series (ISU = International Skating Union) och slutade på en åttonde plats.
2015 började Yura Min tävla tillsammans med den amerikanskfödde sydkoreanen Alexander Gamelin.
Vid sin internationella debut i CS Ice Challenge 2015 i Österrike placerade de sig på en femteplats. Vid Sydkoreanska mästerskapet i konståkning 2016 erövrade de silver med sydkoreanskan Rebeka Kim och ryssen Kirill Minov på förstaplats.
Vid Lake Placid Ice Dance International 2016 kom paret på tredje plats i originalprogrammet och på andra plats i det fria programmet, och vann bronsmedalj totalt.
Vid Världsmästerskapen i konståkning 2017 i Helsingfors placerade de sig på en tjugonde plats. På hemmaplan vann de guld vid 2017 års upplaga av KSU President Cup Ranking Competition och blev därefter koreanska mästare vid Sydkoreanska mästerskapet i konståkning 2017.
Vid 2017 CS Nebelhorn Trophy, som kvalificerade för olympiska vinterspelen 2018 slutade de på fjärde plats, vilket innebar att de kvalificerade.
I juli 2018 bröt Yuri Min med Gamelin och i september samma år meddelade Min och Daniel Eaton att de skulle tävla tillsammans. De har sedan dess kvalificerat sig för Världsmästerskapen i konståkning 2020.

## Bilder

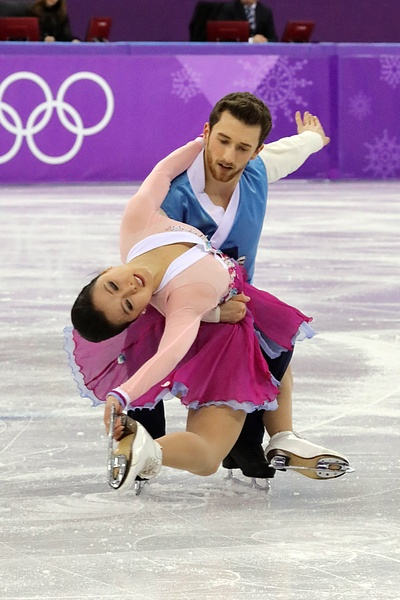
Min och Gamelin vid Vinterolympiaden 2018.
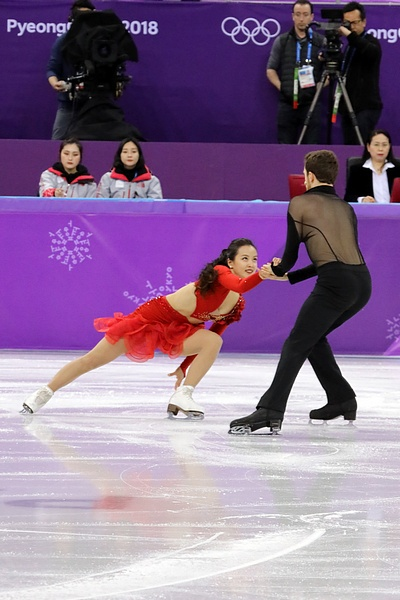
Min och Gamelin vid Vinterolympiaden 2018.
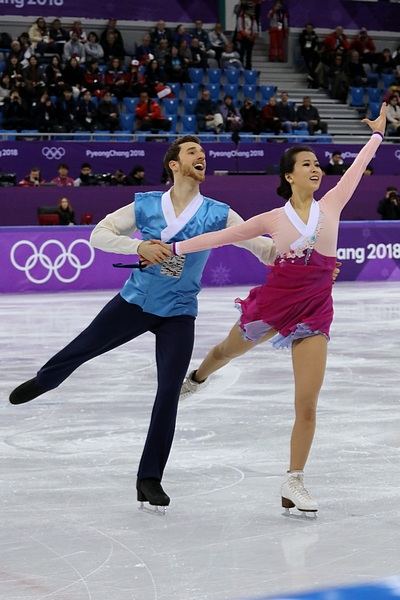
Min och Gamelin vid Vinterolympiaden 2018.
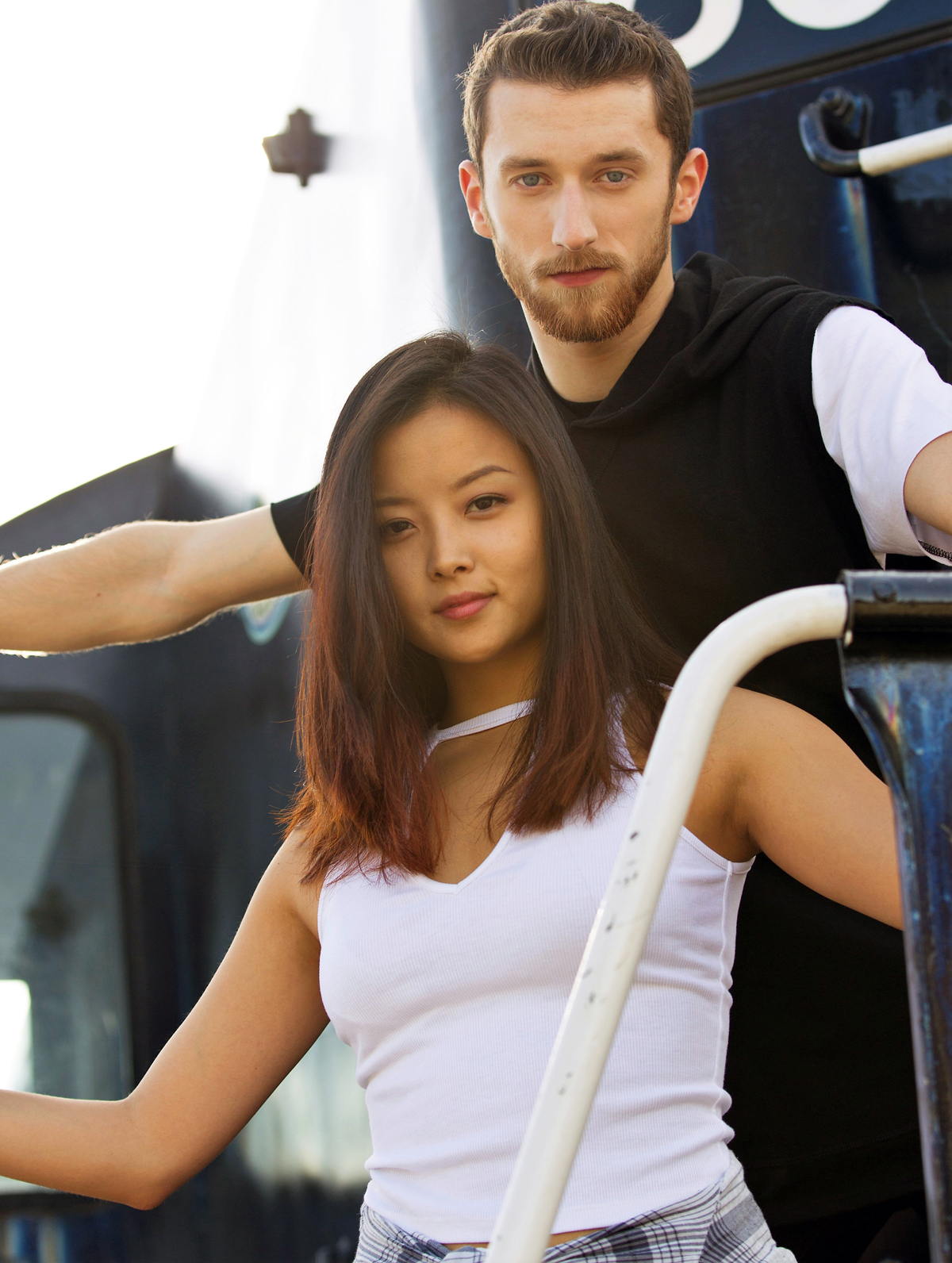
Min och Gamelin i Lake Placid 2016.